# Marcus Thuram
Marcus Lilian Thuram-Ulien (Parma, Italia, 6 de agosto de 1997) es un futbolista francés que juega como delantero en el Inter de Milán de la Serie A de Italia.
Es hijo del exfutbolista francés Lilian Thuram, campeón del mundo con la selección de Francia, quien declaró que le puso su nombre en honor a Marcus Garvey. También es hermano del futbolista Khéphren Thuram.

## Trayectoria
En el segundo semestre de la temporada 2014-15, el entrenador del primer equipo de Sochaux, Olivier Echouafni, citó a Marcus por primera vez para jugar un partido oficial. Estuvo en el banco de suplentes en la fecha 27 de la Ligue 2, se enfrentaron a Tours, no ingresó pero ganaron 2 a 1.[cita requerida]
Dos fechas después, volvió a ser convocado, para jugar contra L. B. Châteauroux. El partido se jugó el 20 de marzo de 2015, encuentro en el que Thuram debutó como profesional, ingresó al minuto 83 y derrotaron 3 a 0 a Châteauroux en el Stade Auguste Bonal ante más de 7100 espectadores. Utilizó la camiseta número 33, disputó su primer juego con 17 años y 236 días. Resultó su única participación en la Ligue 2 2014/15.
Fue ascendido oficialmente para comenzar la pretemporada 2015-16, realizó la preparación con los profesionales.
Jugó como titular por primera vez el 11 de agosto de 2015, fue en la primera ronda de la Copa de la Liga de Francia, ante Chamois Niortais, estuvo 66 minutos en cancha y ganaron 3 a 2.
En la Ligue 2 2015-16, tuvo más oportunidades pero el equipo tuvo un mal comienzo, no ganaron en los primeros 9 encuentros, y cambiaron de entrenador. Marcus jugó 15 partidos, 5 como titular. Sochaux se salvó del descenso por 3 puntos.
Además, tuvo participación en la Copa de Francia, jugó 3 partidos, en los que derrotaron a Pagny, Bastia y Mónaco. No fue considerado desde cuartos de final en adelante y cayeron en la semifinal contra Olympique de Marsella.

## Selección nacional
Tras haber sido internacional con Francia en categorías inferiores, el 11 de noviembre de 2020 debutó con la selección absoluta en un encuentro amistoso ante Finlandia que perdieron por 0-2.

### Participaciones en Copas del Mundo
| Mundial      | Sede  | Resultado  | Partidos | Goles |
| ------------ | ----- | ---------- | -------- | ----- |
| Mundial 2022 | Catar | Subcampeón | 5        | 0     |

### Participaciones en Eurocopas
| Copa          | Sede     | Resultado        | Partidos | Goles |
| ------------- | -------- | ---------------- | -------- | ----- |
| Eurocopa 2020 | Europa   | Octavos de final | 1        | 0     |
| Eurocopa 2024 | Alemania | Semifinales      | 4        | 0     |

## Estadísticas

### Clubes
Actualizado al 30 de junio de 2025.
| Club                                | Div.          | Temporada     | Liga  | Liga  | Copas nacionales | Copas nacionales | Copas internacionales | Copas internacionales | Total | Total |
| Club                                | Div.          | Temporada     | Part. | Goles | Part.            | Goles            | Part.                 | Goles                 | Part. | Goles |
| ----------------------------------- | ------------- | ------------- | ----- | ----- | ---------------- | ---------------- | --------------------- | --------------------- | ----- | ----- |
| F. C. Sochaux-Montbéliard Francia   | 2.ª           | 2014-15       | 1     | 0     | 0                | 0                | —                     | —                     | 1     | 0     |
| F. C. Sochaux-Montbéliard Francia   | 2.ª           | 2015-16       | 15    | 0     | 4                | 0                | —                     | —                     | 19    | 0     |
| F. C. Sochaux-Montbéliard Francia   | 2.ª           | 2016-17       | 21    | 1     | 2                | 0                | —                     | —                     | 23    | 1     |
| F. C. Sochaux-Montbéliard Francia   | Total club    | Total club    | 37    | 1     | 6                | 0                | 0                     | 0                     | 43    | 1     |
| E. A. Guingamp Francia              | 1.ª           | 2017-18       | 32    | 3     | 2                | 1                | —                     | —                     | 34    | 4     |
| E. A. Guingamp Francia              | 1.ª           | 2018-19       | 32    | 9     | 6                | 4                | —                     | —                     | 38    | 13    |
| E. A. Guingamp Francia              | Total club    | Total club    | 64    | 12    | 8                | 5                | 0                     | 0                     | 72    | 17    |
| Borussia Mönchengladbach · Alemania | 1.ª           | 2019-20       | 31    | 10    | 2                | 2                | 6                     | 2                     | 39    | 14    |
| Borussia Mönchengladbach · Alemania | 1.ª           | 2020-21       | 29    | 8     | 3                | 1                | 8                     | 2                     | 40    | 11    |
| Borussia Mönchengladbach · Alemania | 1.ª           | 2021-22       | 21    | 3     | 2                | 0                | —                     | —                     | 23    | 3     |
| Borussia Mönchengladbach · Alemania | 1.ª           | 2022-23       | 30    | 13    | 2                | 3                | —                     | —                     | 32    | 16    |
| Borussia Mönchengladbach · Alemania | Total club    | Total club    | 111   | 34    | 9                | 6                | 14                    | 4                     | 134   | 44    |
| Inter de Milán · Italia             | 1.ª           | 2023-24       | 35    | 13    | 3                | 1                | 8                     | 1                     | 46    | 15    |
| Inter de Milán · Italia             | 1.ª           | 2024-25       | 32    | 14    | 2                | 0                | 16                    | 4                     | 50    | 18    |
| Inter de Milán · Italia             | Total club    | Total club    | 67    | 27    | 5                | 1                | 24                    | 5                     | 96    | 33    |
| Total carrera                       | Total carrera | Total carrera | 279   | 74    | 28               | 12               | 38                    | 9                     | 345   | 95    |

### Selecciones
Actualizado al 27 de marzo de 2023.
Último partido citado: Francia 1 - 0 Irlanda
| Sub-17 Francia                                                                                        | 2013-14       | 3  | 1 | - | - | 1  | 0 | 4  | 1 |
| Sub-17 Francia                                                                                        | Total sel.    | 3  | 1 | - | - | 1  | 0 | 4  | 1 |
| Sub-18 Francia                                                                                        | 2014-15       | -  | - | - | - | 5  | 2 | 5  | 2 |
| Sub-18 Francia                                                                                        | Total sel.    | -  | - | - | - | 5  | 2 | 5  | 2 |
| Sub-19 Francia                                                                                        | 2014-15       | 3  | 0 | - | - | 0  | 0 | 3  | 0 |
| Sub-19 Francia                                                                                        | 2015-16       | 11 | 3 | - | - | 1  | 0 | 12 | 3 |
| Sub-19 Francia                                                                                        | Total sel.    | 14 | 3 | - | - | 1  | 0 | 15 | 3 |
| Sub-20 Francia                                                                                        | 2016-17       | -  | - | 4 | 1 | 7  | 2 | 11 | 3 |
| Sub-20 Francia                                                                                        | Total sel.    | -  | - | 4 | 1 | 7  | 2 | 11 | 3 |
| Sub-21 Francia                                                                                        | 2019-20       | 4  | 0 | 0 | 0 | 1  | 0 | 5  | 0 |
| Sub-21 Francia                                                                                        | Total sel.    | 4  | 0 | 0 | 0 | 1  | 0 | 5  | 0 |
| Absoluta Francia                                                                                      | 2020-23       | 4  | 0 | 5 | 0 | 1  | 0 | 10 | 0 |
| Absoluta Francia                                                                                      | Total sel.    | 4  | 0 | 5 | 0 | 1  | 0 | 10 | 0 |
| Total carrera                                                                                         | Total carrera | 25 | 4 | 9 | 1 | 16 | 4 | 50 | 9 |
| (1)Incluidos los datos del Campeonato Europeo Sub-17 (2014) y Campeonato Europeo Sub-19 (2015, 2016). |               |    |   |   |   |    |   |    |   |

### Resumen estadístico
|                             | Partidos | Goles | Promedio |
| --------------------------- | -------- | ----- | -------- |
| Liga                        | 212      | 47    | 0.22     |
| Copas nacionales            | 23       | 11    | 0.48     |
| Copas internacionales       | 14       | 4     | 0.29     |
| Selección de Francia sub-17 | 4        | 1     | 0.25     |
| Selección de Francia sub-18 | 5        | 2     | 0.4      |
| Selección de Francia sub-19 | 15       | 3     | 0.2      |
| Selección de Francia sub-20 | 11       | 3     | 0.27     |
| Selección de Francia        | 10       | 0     | 0        |
| Total                       | 294      | 71    | 0.24     |

## Palmarés

### Títulos nacionales
| Título              | Club           | País   | Año  |
| ------------------- | -------------- | ------ | ---- |
| Supercopa de Italia | Inter de Milán | Italia | 2023 |
| Serie A             | Inter de Milán | Italia | 2024 |

### Títulos internacionales
| Título                      | Club (*)             | País     | Año  |
| --------------------------- | -------------------- | -------- | ---- |
| Campeonato de Europa sub-19 | Selección de Francia | Alemania | 2016 |

(*) Incluyendo la selección.